# Crystal Palace Trophy
Crystal Palace Trophy je bila neprvenstvena dirka Formule 1, ki je med letoma 1953 in 1962 trikrat potekala na britanskem dirkališču Crystal Palace v Londonu, večrat pa je dirka potekala pod pravili Formule 2. 

## Zmagovalci
| Leto | Zmagovalec    | Moštvo    | Dirkališče     | Poročilo |
| ---- | ------------- | --------- | -------------- | -------- |
| 1962 | Innes Ireland | Lotus     | Crystal Palace | Poročilo |
| 1954 | Reg Parnell   | Ferrari   | Crystal Palace | Poročilo |
| 1953 | Tony Rolt     | Connaught | Crystal Palace | Poročilo |